# سور تو در تو
سور تو در تو
هر چیزی در حوزه فعالیت یک سور را می‌توان به عنوان یک تابع گزاره‌ای در نظر گرفت برای مثال:
{\displaystyle \forall x\exists y(x+y=0)}
همان گزاره {\displaystyle \forall xQ(x)}  است که در آن {\displaystyle Q(x)} برابر با  {\displaystyle \exists yP(x,y)}  است که در آن جا، {\displaystyle P(x,y)} برابر با  {\displaystyle x+y=0} است.
سورهای تو در تو در ریاضیات و علوم کامپیوتر به کرات ظاهر می‌شوند، اگرچه سورهای تودرتو اغلب اوقات با دشواری قابل درک است، اما قوانینی وجود دارند که می‌توانند به درک آنها به ما کمک کنند.
در این بخش خواهید دید که چگونه با استفاده از سورهای تو در تو، گزاره‌ای ریاضی نظیر "حاصل جمع دو عدد صحیح مثبت همیشه مثبت است " را بیان می‌کنیم، نشان می‌دهیم که چگونه از سورهای تودرتو می‌توان برای تبدیل جملاتی نظیر " بهترین دوست همه افراد، تنها یک نفر است " به گزاره منطقی استفاده کرد، علاوه بر این در این بخش به تجربیاتی در کار با نقیض گزاره‌های که حاوی سورهای تودرتو هستند دست می‌یابیم.

## درک گزاره‌هایی که حاوی سورهای تودرتو هستند
برای درک گزاره‌هایی که حاوی سورهای تودرتو هستند. لازم است آنچه را که معنی واقعی ریاضی سورها و گزاره نماهاست بیان کنیم.

## مثال
فرض کنید دامنه متغیرهای  {\displaystyle x,y}  شامل همه اعداد حقیقی است، گزارهٔ
{\displaystyle \forall x\forall y(x+y=y+x)}
به ازای اعداد حقیقی x و y بیانگر برابری {\displaystyle x+y=x+y} است، این برابری همان قانون جابجایی است، گزارهٔ جمع اعداد حقیقی است، به طور مشابه گزاره:
{\displaystyle \forall x\exists y(x+y=0)}
می‌گوید به ازای هر عدد حقیقی x یک عدد حقیقی y وجود دارد به طوری که {\displaystyle x+y=0} است این گزاره بیان می‌کند که هر عدد حقیقی وارون جمعی دارد.

## تبدیل سورهای تودرتو به زبان طبیعی
عبارت‌هایی با سورهای تودرتو که عبارت‌هایی را به زبان طبیعی بیان می‌کنند می‌توانند کمی پیچیده باشد، اولین قدم در تبدیل چنین عبارت‌هایی نوشتن مفهوم سور و گزاره نما در این عبارت هاست، قدم بعدی پیاده‌سازی این مفهوم در جمله‌ای ساده است.